# Teratosphaeria maxii
Teratosphaeria maxii är en svampart som först beskrevs av Crous, och fick sitt nu gällande namn av Crous & U. Braun 2007. Teratosphaeria maxii ingår i släktet Teratosphaeria och familjen Teratosphaeriaceae.   Inga underarter finns listade i Catalogue of Life.